# Sepa (Saaremaa)
Koordinaten: 58° 21′ N, 22° 29′ O
Sepa ist ein Dorf (estnisch küla) auf der größten estnischen Insel Saaremaa. Es gehört zur Landgemeinde Saaremaa (bis 2017: Landgemeinde Lääne-Saare) im Kreis Saare. Sepa ist nicht zu verwechseln mit Sepa, das ebenfalls auf der Insel Saaremaa liegt und bis 2017 ein eigenständiges Dorf war, bevor es nach Salavere eingegliedert wurde.
Das Dorf hat 22 Einwohner (Stand 1. Januar 2016). Seine Fläche beträgt 2,50 km².